# Сен-Совёр (Изер)
Сен-Совер (фр. Saint-Sauveur) — коммуна во Франции, находится в регионе Рона — Альпы. Департамент коммуны — Изер. Входит в состав кантона Сюд-Грезиводан. Округ коммуны — Гренобль.
Код INSEE коммуны — 38454. Население коммуны на 2012 год составляло 2040 человек. Населённый пункт находится на высоте от 160  до 301  метров над уровнем моря. Муниципалитет расположен на расстоянии около 470 км юго-восточнее Парижа, 80 км юго-восточнее Лиона, 31 км западнее Гренобля. Мэр коммуны — M. Michel Villard, мандат действует на протяжении 2008—2014 гг.
Динамика населения (INSEE):